# Torsten Westphal
Torsten Westphal (* 1966 in Rostock) ist ein deutscher Eisenbahnmanager und ehemaliger deutscher Gewerkschafter.

## Werdegang
Westphal begann seine berufliche Laufbahn 1982 bei der Deutschen Reichsbahn mit einer Berufsausbildung zum Fahrzeugschlosser und arbeitete später als Wagenmeister. Seit 1992 war er Gewerkschaftsfunktionär: zuerst in der GdED, später bei Transnet und nach der Fusion bei der Eisenbahn- und Verkehrsgewerkschaft (EVG).
Westphal war von November 2019 bis April 2020 Vorsitzender der EVG. Von März bis Mai 2020 war Westphal Mitglied des Aufsichtsrats der Deutschen Bahn.
Ende 2020 wurde er Beauftragter der Deutschen Bahn AG für Strukturstärkung Kohleregionen.